# Asociación Española de Emisores de Vales de Comida y Otros Servicios
La Asociación Española de Empresas de Vales de Comida y Otros Servicios, conocida por las siglas AEEVCOS, es una asociación empresarial sin ánimo de lucro que representa los intereses económicos, sociales y profesionales de las empresas que expiden vales de comida y otros servicios. En concreto, velan por el desarrollo y buen uso de los beneficios conocidos como beneficio social corporativo, entre los que se encuentran:
- vale de comida en formato vale o tarjeta,
- tarjeta de transporte para trabajadores,
- vale de guardería,
- vale de informática

## Historia
La asociación representa  el 98% de las empresas que emiten de vales de servicios en España. Fue fundada en 2001 por Thierry de Jaham, en su momento director general de Accor Services España, siendo el actual presidente François Gaffinel, y su secretario General, Juan Menéndez-Tolosa Valiente. 
En sus inicios fue constituida como AEEVC (Asociación Española de Emisores de Vales de Comida), representando exclusivamente los intereses del sector de  los vales de comida.  Sin embargo, con el desarrollo de la cartera de productos de las empresas emisoras de vales, como respuesta a una demanda social acompañadas de unas políticas  legislativas favorables,  se crearon nuevos productos como los vales de guardería y tarjetas transporte. Gracias a la ampliación de los servicios la asociación adquirió el nombre de Asociación Española de Empresas de Vales de Comida y Otros servicios, AEEVCOS.
 Director general de Edenred España.

## Fines
La Asociación Española de Empresas de Vales de Comida y otros Servicios, AEEVCOS, presta servicios a la comunidad empresarial, las administraciones públicas,  el sector comercial y los empleados con el objetivo de dar a conocer y promover el buen uso en España de los beneficios sociales como el vale de comida velando por el correcto cumplimiento de la legislación vigente, y el beneficio de todos los agentes que participan: empresas expendedoras de los vales, empresas cliente, trabajadores beneficiados, sector comercial y administraciones públicas, etc.